# Drawdown
Drawdown of ombuiging verwijst naar het toekomstige tijdstip waarop de niveaus van broeikasgassen in de atmosfeer stoppen met stijgen en gestaag beginnen af te nemen. Drawdown is de mijlpaal bij het omkeren van klimaatverandering en uiteindelijk het verlagen van de gemiddelde temperatuur op aarde. Project Drawdown verwijst naar de non-profitorganisatie met gelijknamige website, en presenteert manieren om klimaatverandering snel, veilig en op een rechtvaardige manier te stoppen. In 2017 kwam het boek Drawdown van Paul Hawken op de bestsellerlijst van de New York Times. Hierin worden eveneens de mogelijkheden beschreven om het doel te helpen bereiken.

## Project Drawdown

Diagram van de koolstofcyclus. De zwarte cijfers geven aan hoeveel miljarden tonnen koolstof (Gt C) aanwezig zijn in de verschillende reservoirs. De blauwe cijfers geven aan hoeveel koolstof wordt uitgewisseld tussen de individuele reservoirs per jaar. Wanneer er meer CO_{2} ingaat dan uitgaat, is iets een koolstofput

Het Project Drawdown is geïnitieerd door ecoloog en ondernemer Paul Hawken en klimaatactivist Amanda Ravenhill. De belangrijkste doelstellingen van het project zijn:
1. Emissies van broeikasgassen tot nul terug te brengen en vervuiling te stoppen.
2. Verbetering van de natuurlijke opslag van CO-2 en daarmee van de koolstofcyclus.
3. De samenleving verbeteren door gelijkheid voor iedereen te bevorderen.

Het project Drawdown draagt oplossingen aan om de doelstellingen te verwezenlijken. De website van de organisatie bevat videolessen die de wetenschappelijke analyses en inzichten uitleggen achter de deelprojecten. Centraal in het project staat een lijst van de belangrijkste oplossingen om de opwarming van de aarde tegen te gaan. De lijst, die alleen technologisch haalbare, reeds bestaande oplossingen bevat, is samengesteld door een team wetenschappers, beleidsmakers, bedrijfsleiders en activisten. Het team heeft de CO2-impact van elke oplossing tot het jaar 2050 gemeten en gemodelleerd, met daarbij de kosten voor de samenleving en de bespaarde CO-2 uitstoot gedurende de periode 2020-2050. Drawdown gebruikt verschillende scenario's om te beoordelen hoe verschillende veranderingen in de wereldwijde klimaatinspanningen eruit kunnen zien. Scenario 1 laat een temperatuurstijging van 2°C zien tegen 2100, terwijl scenario 2 een temperatuurstijging van 1,5°C laat zien tegen 2100. De top tien van oplossingen met hun respectieve emissie-impact op basis van beide scenario’s is hieronder weergegeven. De metingen hebben betrekking op de reductie in gigaton CO-2-equivalenten voor de periode 2020-2050 die nodig zijn voor het bereiken van 2 of 1,5 graden stijging. Daarbij zijn andere broeikasgassen zoals methaan, lachgas en fluorkoolwaterstof herrekend naar vergelijkbare concentraties CO2.

## Top tien oplossingen
| Oplossing                  | Scenario 1 Min. CO2 -eq (Gt) gereduceerd (2020-2050) | Scenario 2 Max. CO2 -eq (Gt) gereduceerd (2020-2050) |                                |      |      |
| -------------------------- | ---------------------------------------------------- | ---------------------------------------------------- | ------------------------------ | ---- | ---- |
| Oplossing                  | Scenario 1 Min. CO2 -eq (Gt) gereduceerd (2020-2050) | Scenario 2 Max. CO2 -eq (Gt) gereduceerd (2020-2050) | Verminderde voedselverspilling | 87,4 | 94,6 |
| Gezondheid en onderwijs    | 85,4                                                 | 85,4                                                 |                                |      |      |
| Plantaardige diëten        | 65,0                                                 | 91,7                                                 |                                |      |      |
| Koudemiddel beheer         | 57,7                                                 | 57,7                                                 |                                |      |      |
| Herbebossing tropisch woud | 54,4                                                 | 85,1                                                 |                                |      |      |
| Onshore windturbines       | 47,2                                                 | 147,7                                                |                                |      |      |
| Alternatieve koudemiddelen | 43,5                                                 | 50,5                                                 |                                |      |      |
| Zonneweiden                | 42,3                                                 | 119,1                                                |                                |      |      |
| Verbeterde kooktoestellen  | 31,3                                                 | 72,6                                                 |                                |      |      |
| Zonne-energie (woning)     | 28,0                                                 | 68,6                                                 |                                |      |      |

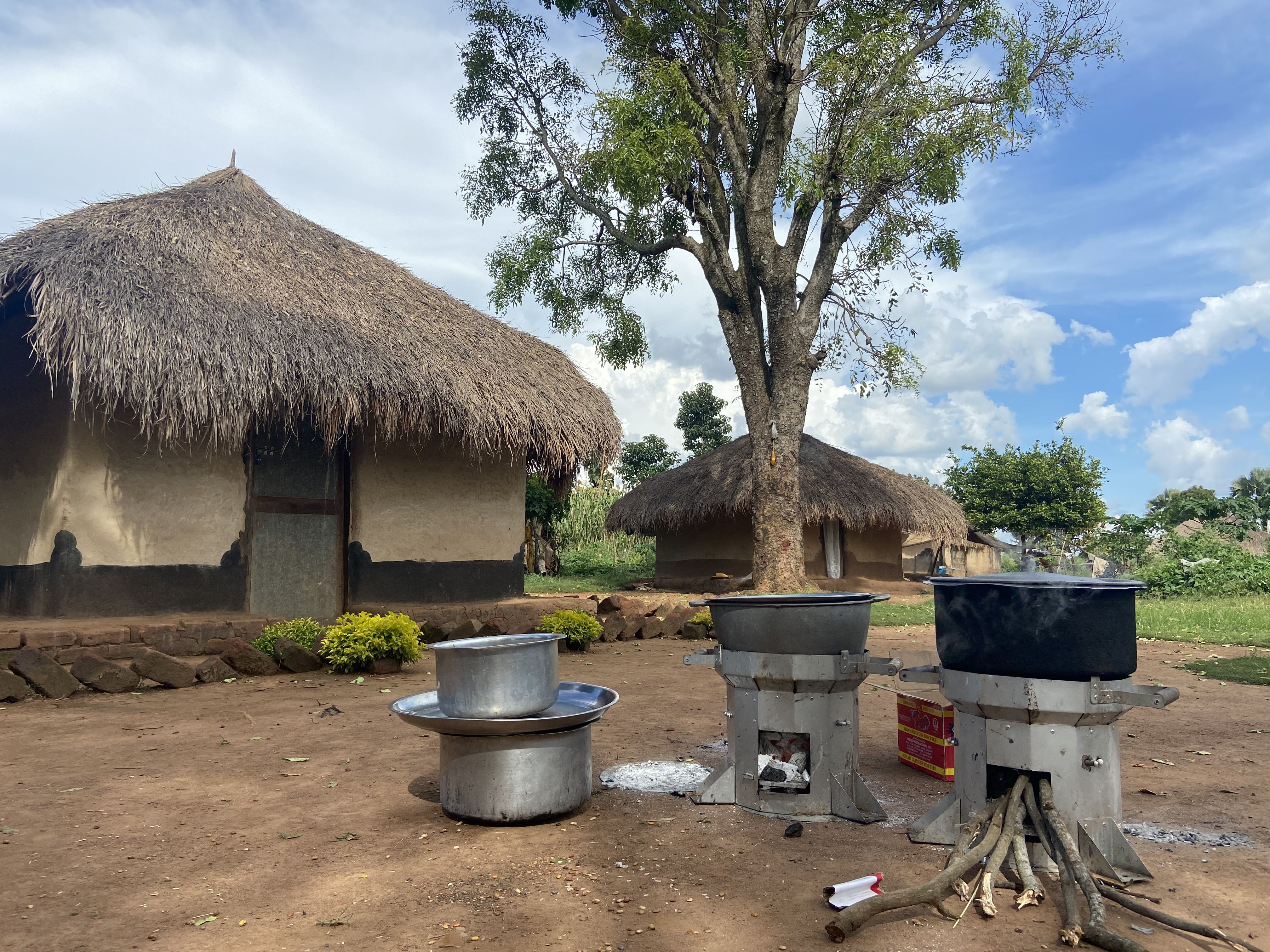
Kooktoestel in Oeganda

De complete lijst, met daarop ook de opties die kleinere effecten opleveren, is op de website te raadplegen.
Bij verbetering van Gezondheid en Onderwijs is sprake van een indirect effect op uitstoot. Verbetering kan (met name in minder ontwikkelde landen) leiden tot meer emancipatie, waardoor vrouwen doorgaans minder kinderen krijgen. Deze beperking van bevolkingsgroei leidt tot minder consumptie en productie. Hierbij is slechts gekeken naar één niveau van bevolkingsgroeibeperking. 
Ook bij het koudemiddelbeheer is geen onderscheid gemaakt naar een bepaald niveau van uitvoering. Een praktische vertaalslag, bijvoorbeeld hoeveel windturbines er nog nodig zijn, of hoeveel km² herbebossing, is aan de cijfers niet rechtstreeks te zien. 

##### Indeling oplossingen in sectoren
Er worden tien sectoren onderscheiden waarin de oplossingen zijn ingedeeld.
1. Elektriciteit: Elektriciteitsproductie veroorzaakt wereldwijd 25% van de uitstoot van broeikasgassen. De oplossingen die voor deze sector van toepassing zijn, zijn onder meer het verhogen van de efficiëntie, het verschuiven van de productie van fossiele brandstoffen naar zonne-energie/windenergie/geothermische energie en het verbeteren van het kabelsysteem.
2. Voedsel, landbouw en landgebruik: Landbouw- en bosbouwactiviteiten genereren wereldwijd 24% van de uitstoot van broeikasgassen. Oplossingen in deze sector zijn gericht op verspilling en menuwijziging, stoppen met boskap en betere landbouwpraktijken. Land- en bosbouw kunnen ook de rol van natuurlijke CO-2 opslag ondersteunen.[6] In de toptien worden drie items genoemd die in deze sector thuishoren. Bij voedselverspilling is uitgegaan van de schatting dat 1/3 van alle voedsel verloren gaat.[7]
3. Industrie: de industrie is direct verantwoordelijk voor 21% van alle emissies. De oplossingen in deze sector omvatten het verbeteren van materialen (plastic, metalen en cement zijn enkele van de meest voorkomende materialen die productieverbetering behoeven), hergebruik van afval, het aanpakken van koelmiddelen en het verbeteren van de efficiëntie. De industrie biedt enkele van de grootste uitdagingen voor het verminderen van emissies.
4. Transport: Deze sector is verantwoordelijk voor 14% van de wereldwijde uitstoot van broeikasgassen. Oplossingen in deze sector zijn gericht op alternatieven als openbaar vervoer, het verbeteren van de efficiëntie en het elektrificeren van voertuigen om aardolie volledig te vervangen.
5. Gebouwen: Gebouwen en woningen produceren wereldwijd 6% van de uitstoot. Ze verbruiken ook meer dan de helft van alle elektriciteit, wat een grote impact heeft op bovengenoemde uitstoot van elektriciteit. De oplossingen voor deze sector zijn gericht op het verbeteren van de efficiëntie, het verschuiven van energiebronnen en het aanpakken van koudemiddelen.
6. Overig 10%. Voordat kolen, olie of gas worden verbrand, is er mijnbouw, extractie, raffinage, verwerking, opslag en vervoer. Al deze processen genereren emissies. Methaan ontsnapt bijvoorbeeld uit gasbronnen en pijpleidingen of wordt bewust geventileerd. Terwijl gewerkt wordt aan een toekomst met schone energie, vereist deze emissie ook oplossingen in de jaren van transitie, om schade te minimaliseren zolang fossiele brandstoffen nog worden gebruikt.
7. Gezondheid en onderwijs: Momenteel bedraagt de menselijke bevolking 7,7 miljard, en de Verenigde Naties schatten dat dit aantal zal groeien tot tussen de 9,4 miljard en 10,1 miljard in 2050. De bevolking staat in wisselwerking met de belangrijkste aanjagers van emissies, via productie en consumptie. Bijna de helft van de consumptiegerelateerde emissies wordt echter veroorzaakt door slechts 10% van de mensen wereldwijd.[8]  De oplossingen voor deze sector zijn ook gericht op gezinsplanning, reproductieve gezondheid en onderwijs.
8. Opslag in de (bovenste) bodemlaag: terwijl het grootste deel van de emissies van broeikasgassen in de atmosfeer blijft, neemt de bodem 26% van de door de mens veroorzaakte emissies weer op en dient als koolstofreservoir. Dit verloopt via de koolstofcyclus.[9] De oplossingen op dit vlak zijn gericht op het beschermen en herstellen van ecosystemen, het veranderen van landbouwpraktijken, en het gebruik van gedegradeerde gronden.
9. Opslag in zeewater: de oceanen hebben sinds de jaren 1980 20 tot 30% van de door de mens gecreëerde koolstofdioxide opgenomen.[10] Echter, hoe meer koolstofdioxide in zeewater, hoe zuurder en minder gastvrij de oceaan wordt. Bovendien zal een stijging van de watertemperatuur leiden tot afgifte van CO-2 aan de dampkring. Warmer water kan minder CO-2 bevatten zodat hier sprake is van een positieve terugkoppeling. Het niet-uitvoeren van maatregelen in andere sectoren is dus ook nadelig voor de opslag in zeewater. Schematische voorstelling van de opslag van CO2, afkomstig uit een steenkoolcentrale

Schematische voorstelling van de opslag van CO_{2}, afkomstig uit een steenkoolcentrale

10. Kunstmatige opslag: De enorme hoeveelheid overtollige broeikasgassen betekent dat natuurlijke processen niet alles kunnen als het gaat om koolstofvastlegging. Het ontwikkelen van technologieën zoals ondergrondse CO2-opslag is een mogelijkheid om de natuurlijke opslag aan te vullen. Het verwijderen, afvangen en opslaan van koolstof staat centraal in de oplossingsfocus voor deze sector. De wenselijkheid van deze optie staat echter ter discussie. Het zou de zoektocht naar beperking van de uitstoot in de weg kunnen staan.

##### Gelijknamig boek
In 2017 verscheen over het project een boek dat ook in het Nederlands werd uitgegeven.
Een herziening van de onderzoeksresultaten waarop het boek is gebaseerd, verscheen in het jaar 2020 als pdf (104 bladzijden).